# Paralinhomoeus appendixocaudatus
Paralinhomoeus appendixocaudatus är en rundmaskart som beskrevs av Allgen 1959. Paralinhomoeus appendixocaudatus ingår i släktet Paralinhomoeus och familjen Linhomoeidae. Inga underarter finns listade i Catalogue of Life.